# Hermes Aldo Desio
Hermes Aldo Desio (Rosario, 20 de gener de 1970) és un exfutbolista argentí. Va jugar tant a la lliga del seu país com a l'espanyola. Entre els clubs pels quals hi va militar es troben Renato Cesarini, Independiente, Celta de Vigo, UD Salamanca i Deportivo Alavés.
Desio té la nacionalitat espanyola.